# Görögország őstörténete
A görög föld őstörténete a mai Görögország területén megtalált első, az emberhez kapcsolódó leletek által fémjelzett korszaktól az írás elterjedésének idejéig tart. Az itt lezajlott történelmi haladás az egész emberi társadalom fejlődésének fontos része lett.
Az Égei-tenger környékén már az őskőkorszak korai időszakaiból is feltártak leleteket. Az újkőkorban elő-ázsiai hatások is érték a térséget, a fejlődés meggyorsult. A terület rendkívül erős földrajzi tagoltsága a hajózás fejlődése révén igen kedvező feltételeket teremtett a bronzkori kultúrák fejlődéséhez.

## Természetföldrajzi adottságok

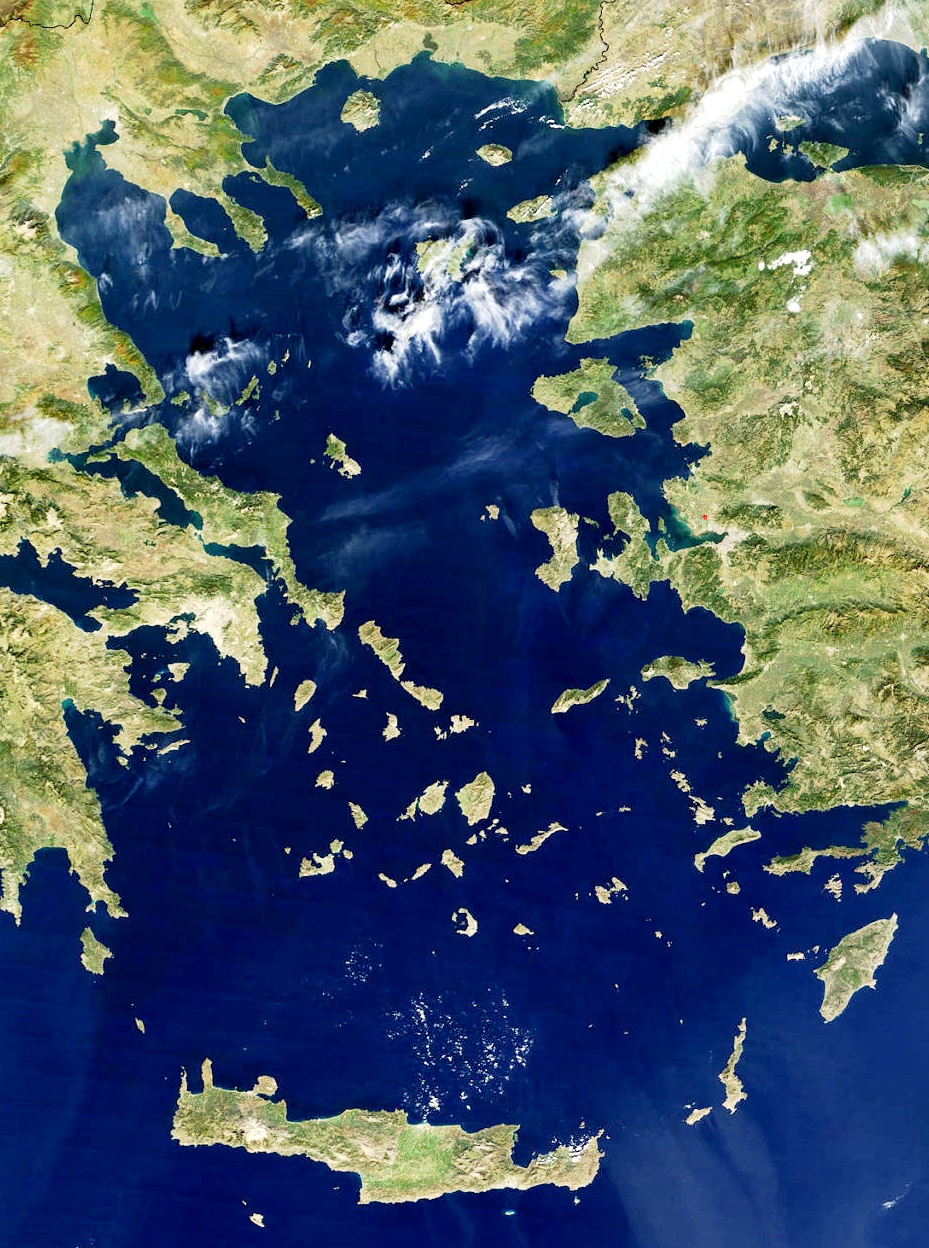
Az Égei-tenger az űrből

A görög világ történetében a kezdetektől jelentős szerepet játszottak földrajzi és természeti adottságok, főleg a világrészek közti elhelyezkedése, közelsége a Közel-Kelethez és a szárazföld kapcsolatai a tengerrel.
A terület földrajzi vázát a Balkán-félsziget déli hegyvonulatai alkotják, amelyek nyúlványai már szigetekként jelennek meg az Égei-tengeren. Jellemző a rendkívüli mértékű vízszintes és függőleges tagoltság. A hegyek a köztük elterülő magas fennsíkokkal és alacsony síkságokkal sok kisméretű, változatos tájegységet alakítanak ki. Az erős tagoltság a történelem során mindig kedvezett az egymástól független közösségek létrejöttének.
A görög földek földrajzi különlegessége a tenger és a szárazföld szoros kapcsolata. A szárazföldön alig van olyan hely, ahonnan egy napon belül ne lehetne elérni a tengert gyalog, az Égei-tengeren pedig úgy lehet hajózni, hogy legalább a szigetek partjai mindig látókörben maradnak.  A tenger akadályból így már korán közlekedési lehetőséggé változott az ember számára. 
Az ember megjelenése előtt és  történelmének korai szakaszában a mediterrán éghajlatú hegyeket erdők borították, amik aztán később jó nyersanyagot biztosítottak a hajóépítéshez és a faszénkészítéshez – emiatt, és a kecsketenyésztés elterjedése miatt aztán túlnyomó részük eltűnt, és az erózió pusztította talajon helyükbe a mediterrán cserjés bozót (macchia) lépett. A területnek csak mintegy egyötöde alkalmas szántóföldi művelésre, a talaj általában gyenge minőségű, de a dombok és alacsonyabb hegyek lejtői kitűnőek a szőlő és az olajfák termesztésére.
A föld ásványi kincsei között az ezüst, réz, vas és márvány több helyen előfordul; sokfelé található jó minőségű fazekasagyag is.

## Paleolitikum
2018 óta Görögország legrégebbi régészeti lelőhelyének a peloponnészoszi Megalopoli melletti Marathousa 1 számít, amely mint lelőhely régóta ismert, de csak mostanra sorolták a tudósok a korai paleolitikum körébe. A mintegy 400 000 évvel ezelőtti vadászok itt felfedezett nyomai arra mutatnak, hogy erdei őselefántra vadásztak, és az elefántcsontokat eszközként használták.
A thesszáliai Rodia közelében talált néhány szakóca korát 200 000 és 400 000 év közé becsülik. A leszboszi Rodafnidia leletei az acheuli kultúrához sorolhatók, korukat 258.000 ± 48.000 évre teszik.

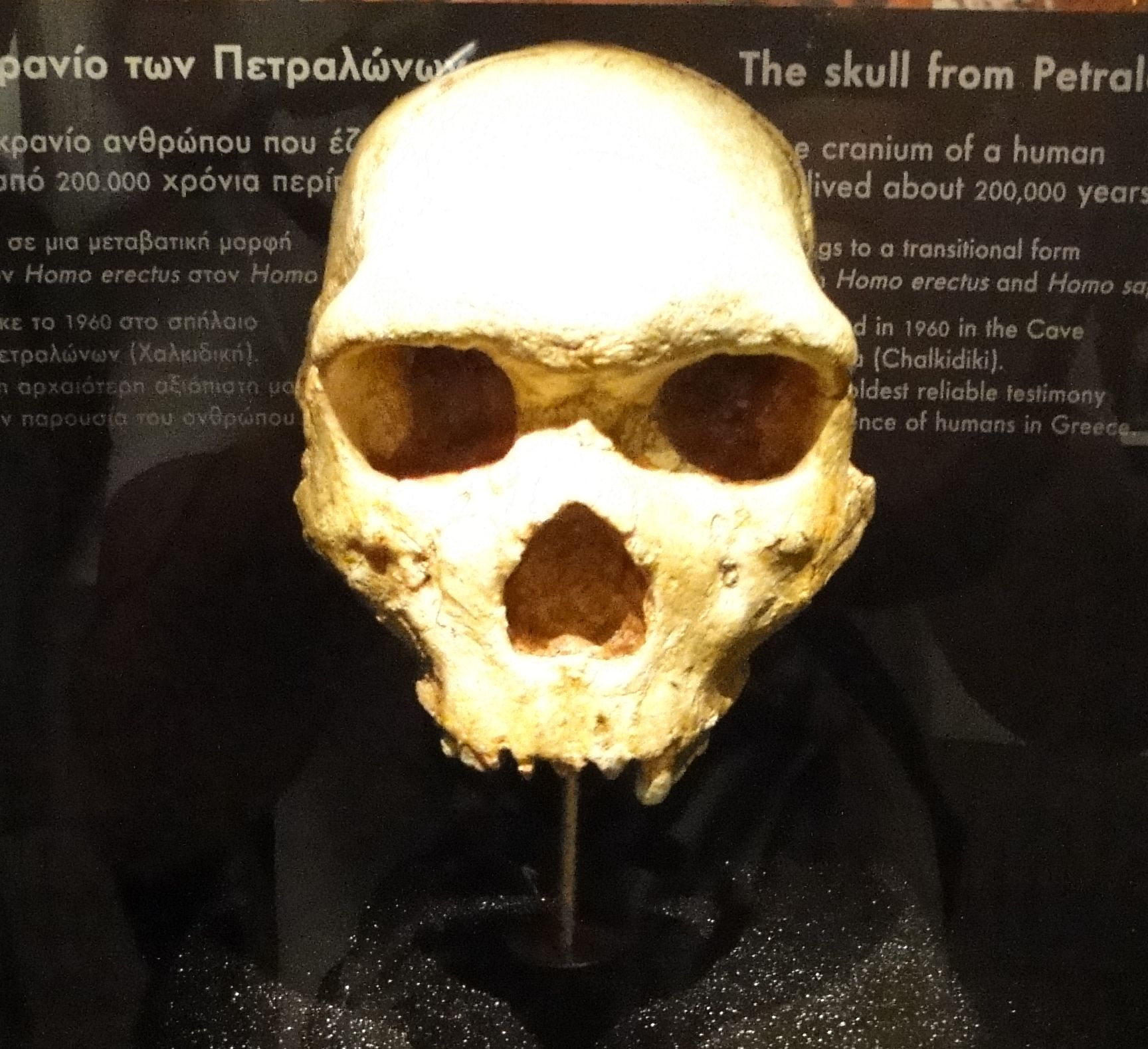
A petralonai koponya a szaloniki régészeti múzeumban

Az első emberi csontmaradvány a petralonai cseppkőbarlangban 1959-ben talált női koponya. Ezt újabban 300 000 évesre datálják, és azt valószínűsítik, hogy heidelbergi emberhez sorolható.
A középső, majd a felső paleolitikum korában a glaciálisok idején a tenger szintje mintegy 100 méterrel alacsonyabb volt, a szárazföld nagyobb kiterjedésű volt, mint ma. Egy sor, ma a parthoz közel eső sziget akkor a szárazföld része volt. Az éghajlat hűvösebb volt, de egyébként nem különbözött jelentősen a maitól. Ebből a korból már több biztos nyoma van az emberi életnek, elsősorban a későbbi Albánia, Dél-Epirusz, Korfu, Élisz, Makedónia, Halkidikí, Thesszália és Boiótia területén.
A lelőhelyek eloszlása a kedvező vadászterületeket követi. Az emberi települések (barlangok, sziklaereszek vagy nyílt táborhelyek) főleg tavak, mocsarak, források és folyók közelében találhatók, ahova a vad inni járt. A paleolit kori ember fő zsákmányai a gímszarvas, a dámvad, az őz, a vadjuh és vadkecske, a vadló és az őstulok voltak. A paleolit vadászok és a későbbi transzhumáló pásztorkodás vándorútvonalai hasonlóak voltak.
Cserekapcsolatok is kimutathatók az egyes területek, települések között: például a karneol ásvány természetes lelőhelye Kalabaka (Északnyugat-Thesszália) mellett van, viszont a karneolból készült tárgyak jóval keletebbre is előfordulnak.
A távolabbi területekkel való kapcsolatok, a népesség eredete egyelőre nehezen tisztázható. A középső paleolitikum, a moustérien kultúra csekély mértékben van jelen e leletekben. Több kapcsolat mutat északnyugati irányba, ahol a montenegrói Crvena Stijena-barlang anyaga a görögországiakhoz hasonló formákat tartalmaz. A nyugati vidéken volt a legtartósabb a jelenlét; a thesszáliai nyomok a felső paleolitikum korai szakaszában már véget érnek, az epirusziak és élisziek viszont tovább élnek a kor végéig, körülbelül 9000-ig, itt tehát több tízezer éven keresztül folyamatos volt az állatok vándorlásához kapcsolódó vadászéletmód.
A peloponnészoszi Lakonía prefektúra területén a 2000-es évekre 100 000 –  40 000 éves leletekre bukkantak, amiket a neandervölgyi emberhez sorolnak. Kréta szigetén ugyancsak találtak 130 000 évesre datált leleteket, amik azt bizonyítják, hogy a neandervölgyi ember jelentős tengeri távolságokat le tudott küzdeni. Tipikus moustérien kőeszközeik felbukkantak Lefkáda, Kefaloniá és Zákinthosz szigetein is.

## Mezolitikum
A jégkorszak vége, a jelenkor kezdete a görög földön kisebb változásokat hozott, mint Észak-Európában. Ennek az átmeneti kornak a szegényes anyagában megjelennek az újabb, mezolitikus formák, főleg a mikrolit eszközök. A gyér lakosságra továbbra is a vadászat és gyűjtögetés volt a jellemző. A korszak folyamán fokozódott a tengeri halászat szerepe, és a míloszi obszidián széles körű felhasználása a rendszeresebb tengeri vízi közlekedés megindulását jelzi.
A középső kőkorszak fejlődését kitűnően lehet tanulmányozni az Argolisz melletti Frankhthi-barlang leleteiben. Az ember által, jelentős megszakításokkal, mintegy 100 000 évig használt barlangot az i. e. 10. évezredben (nagyjából egy időben az olyan keleti mezolit kultúrákkal, mint az anatóliai beldibi és a szíria-palesztinai natúf-kultúra) a paleolit kor végének vadászai lakták. Zsákmányuk főleg szarvas, mellette őstulok és vadló volt. Mintegy ezeréves bennlakás után elhagyták a barlangot, és az lakatlan maradt a szorosabban vett mezolitikus periódusig, a 8. évezred közepéig. Az új lakók mintegy másfél ezer évig, a 6. ezred elejéig használták a Frankhthi-barlangot. Az alsó rétegekben még a szarvasvadászat dominál, késöbb a zsákmány változatosabbá válik. Növekszik a halászat (főleg a tonhal) valamint a kagyló- és csigagyűjtés szerepe. A helybeli vörös és szürke kovakőből készült eszközök mellett egyre több míloszi obszidián található, amit a 120 kilométerre fekvő szigetről a tengeren hajózva hoztak el.
Mezolitikus leleteket találtak a Kükládokon Küthnosz szigetén is az 1996 és 2005 között végzett ásatások során. Ezeket i. e. 8600 és 7800 közé datálják. A jégkorszak után emelkedő tengerszint a lelőhely nagy részét tönkretette, csak mintegy 1500–2000 m² maradt meg. Itt találták meg a legrégebbi szabadföldi – barlangokon kívüli – temetkezéseket is, mindössze néhány centiméterrel a talajszint alatt.

## Neolitikum

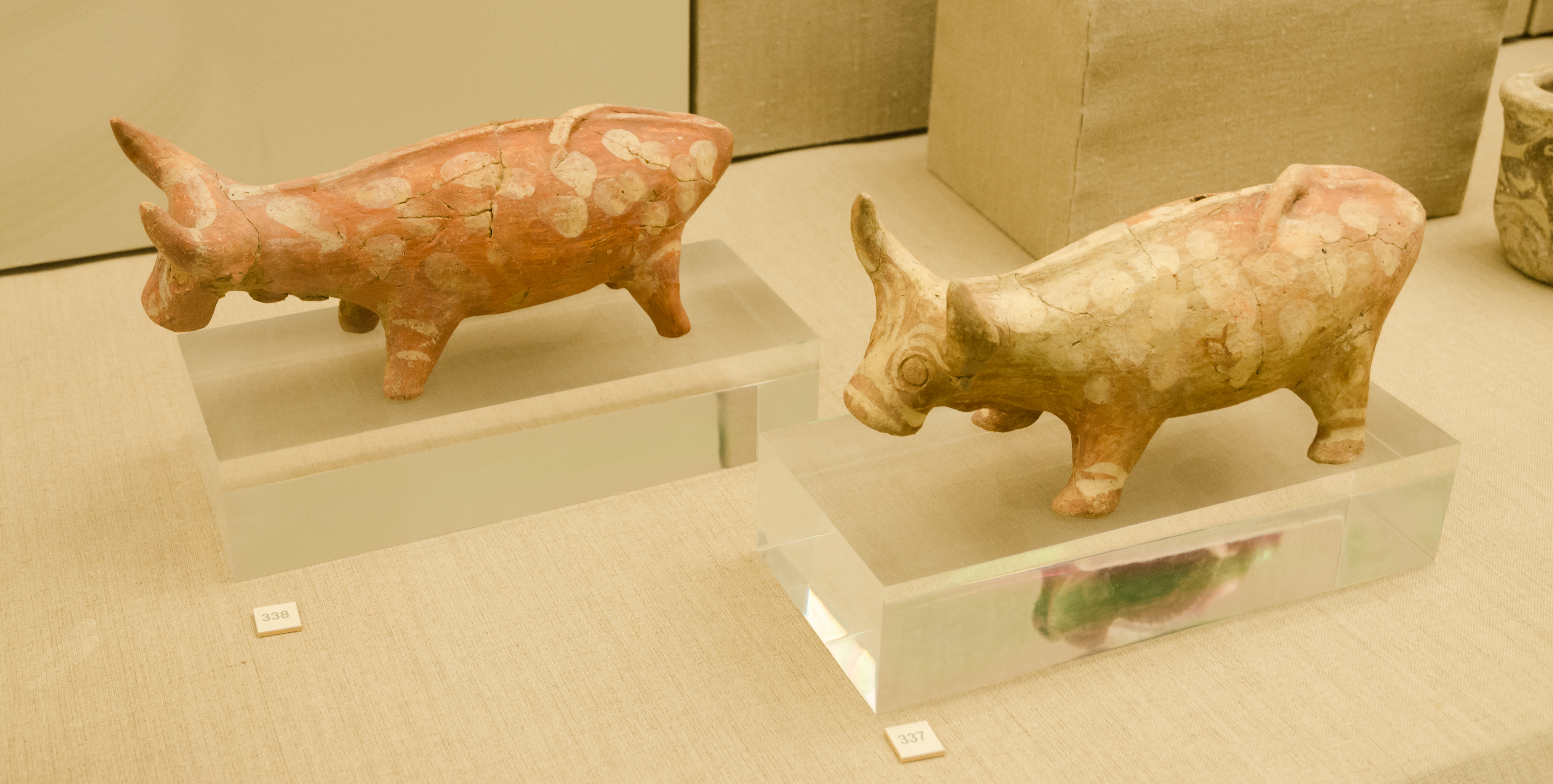
Neolitikus szobrok Ciprusról

Az újkőkorszakban a görög föld az európai fejlődés legfontosabb, élen járó területévé válik, és ezt a helyét évezredeken át meg is őrizte.
A neolitikum kezdetei Görögországban a 7. évezredbe nyúlnak vissza és korszak nagyjából a 6–4. évezredet fogja át. A neolit parasztgazdaság elsődleges központi területein, Elő-Ázsiában a korai szakaszában (9–7. évezred) gabonatermelésre (árpa, búza) és kis kérődzők (juh, kecske) tenyésztésére alapozódott. Főleg a lassan mozgó, szaporodó  és új földet kereső népességcsoportok terjeszkedésével, részben pedig a szomszédos vadászó-gyűjtögető népek akkulturációjával terjedt át Délkelet-Európába, miközben gazdagodott is, elsősorban a szarvasmarha és a házi sertés háziasításával, tenyésztésének meghonosításával.

### Korai neolitikum
A korai neolitikumban főleg a földművelésre legalkalmasabb északi síkságokon (Dél-Makedónia, Thesszália) voltak sűrűbben települések; délebbre és a szigetekre csak lassabban terjedt szét a lakosság. Délen azonban a legnagyobb sziget, Kréta betelepülése ugyancsak a korai neolitikumba nyúlik vissza, egy hasonlóképpen kis-ázsiai, de az északitól független vándorlási áramlat eredményeként.
Egyes lelőhelyeken (főleg Thesszáliában: Argissa Magoula, Sesklo régészeti lelőhely ; de Krétán, Knósszoszban is) feltárták a neolit kultúra legkorábbi, kerámiát még nem használó (akeramikus, prekeramikus) szakaszának leleteit is. Ezután hamarosan megjelent a kerámia, kezdetben díszítetlen formában, majd festett díszítésseI. Egyszerű geometrikus motívumokkal díszített, egy színnel festett edények jellemzik az úgynevezett Proto-Sesklo-szakaszt, aminek jelentős települését tárták fel a dél-makedóniai Nea Nikomédeia régészeti lelőhelyén az i. e. 6. évezredből. Ezt a festést nem alkalmazó, az edényeket karcolt vagy becsípett motívumokkal, bütykökkel díszítő Pre-Sesklo-szakasz váltja fel, valószínűleg a rokon jellegű kerámiát használó balkáni területekről kiinduló bevándorlás eredményeként. Ez a változás csak északon, főleg Thesszáliában figyelhető meg, a délebbi területeken folytatódott a festett kerámia használata.

### Középső neolitikum

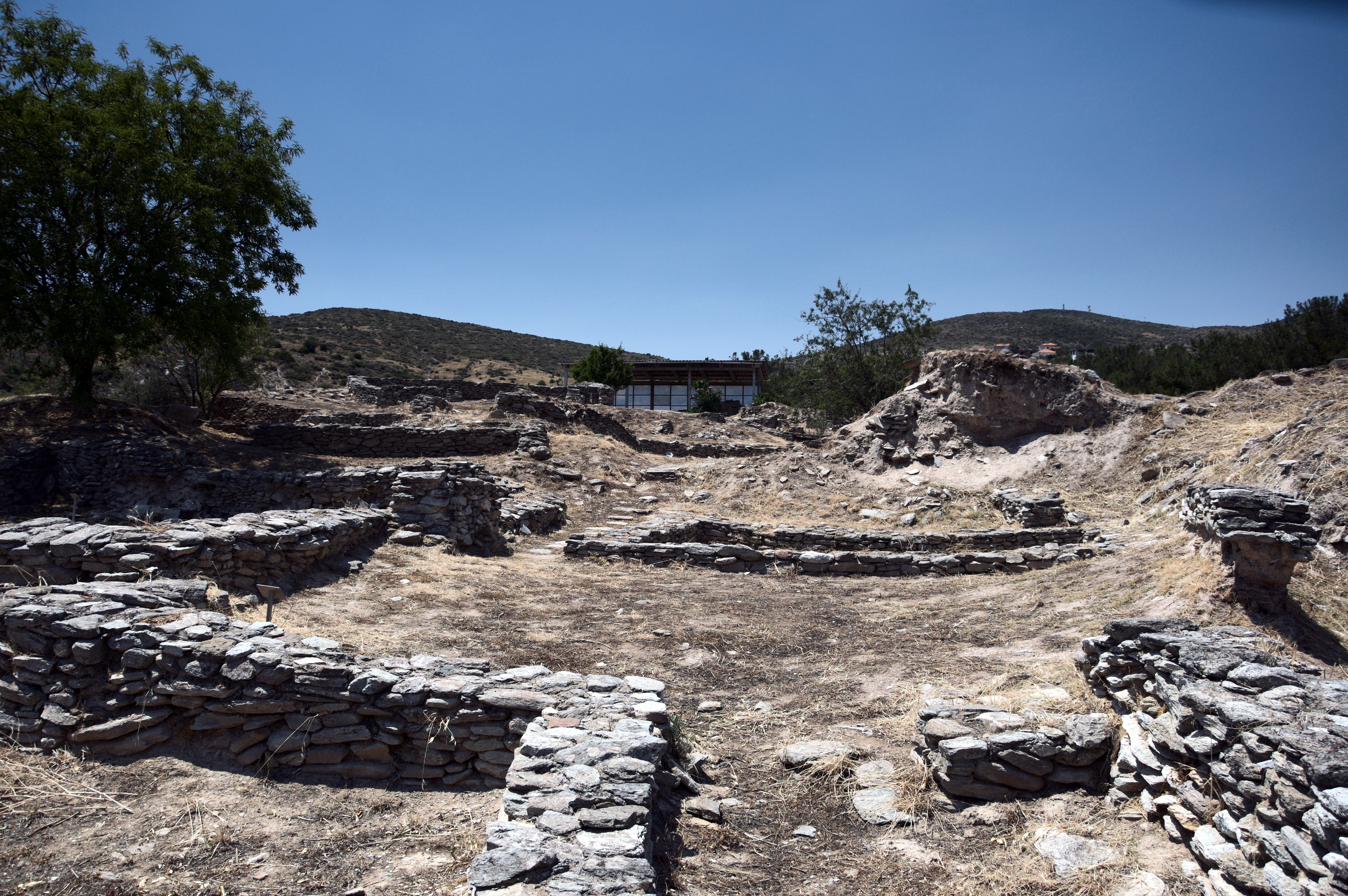
A seskloi régészeti lelőhely

Az újkőkor középső szakaszában, ami nagyjából az 5. évezreddel esett egybe, központi jelentőségű a Sesklo-kultúra. A neolitikus gazdaság és társadalom ekkor élte a virágkorát. A települések hálózata, főleg a síkságokon, sűrű volt. Számos településen találtak kővel alapozott házakat, szorosan egymás mellé építve, utcákkal tagolva, szinte városias jelleggel. A névadó településen, a thesszáliai Vólosz közelében, a magaslatra épített házakat koncentrikus körökben vették körül falak. Az erődítés jelzi a társadalom formálódó rétegződését is. Jellegzetesek a többnyire nőket ábrázoló, naturalisztikus agyagszobrocskák és a geometrikus motívumokkal díszített pecsételők. A változatos kerámia mellett a leletanyagban felbukkan néhány réztárgy (tű, gyöngy) is, a kialakuló fémhasználat első jeleiként.

### A késői neolitikum
A jelentős változásokat, új elemeket hozó késői és az újabban attól megkülönböztetett végső neolitikumot körülbelül i. e. 4500 és 3700, illetve 3700 és 2900 közé teszik ezen a területen. A kor legismertebb műveltsége, a Dimini-kultúra csak a kor egy részében, és területileg is korlátozottan, Thesszáliában volt elterjedve. Leletanyagában a legjellegzetesebb az új típusú kerámiája, többszínű festéssel és új mintákat (spirális, meander) használó díszítéssel. Ennek meggyőző párhuzamai csak a közép-európai neolitikumban találhatók meg (bükki, tiszai, nyugat-erdélyi, lengyeli kultúrák). Jó valószínűséggel feltételezhető, hogy a közép-európai térségből érkező csoportok hozták magukkal az új stílus előzményeit. Az egyes kultúrák hordozóinak etnikai meghatározása ebben a korban még rendkívül bizonytalan, de a Dimini-vándorlást egyes kutatók ennek ellenére összefüggésbe hozták a görögök ősei megjelenésével.
A kultúrának nevet adó Dimini települése körül hat koncentrikus falgyűrű épült. Középpontjában az átlagosnál nagyobb, kiemelkedő, megaron típusú épület található. Ez a stílus szórványokban sokfelé eljutott, de a mai Görögország nagy részén a megelőző periódus stílusa folytatódott. Ezután további változást jelentett a csiszolt felületű, többnyire fekete kerámiák elterjedése. Gyakorivá vált az élesen profilírozott, nemegyszer merész formájú fülekkel ellátott edényformák előfordulása is. Ezek valószínűleg már a keleti kultúrák első fémedényeit próbálták utánozni, amik versenye nagy megrázkódtatást („metallurgikus sokk”) okozhatott a fazekasság számára.

## A korai bronzkor
A korai bronzkort meggyorsult, gazdagodó, a civilizáció szintjét megközelítő fejlődés jellemzi. A fejlődés fő mozgatórugójának általában a fémhasználat valószínűleg Keletről kiinduló elterjedését tekintik, többnyire Keletről érkező új népek bevándorlásával összekapcsolva; hosszabb távon pedig a keleti kereskedelem működését tekintik az égei területek gazdaságát tápláló erőnek.
A nagyobb méretű bevándorlások azonban régészetileg nem igazolhatók. Kétségtelen viszont, hogy az esetleges kívülről jövő hatások, a fémhasználat és a kereskedelem mellett vizsgálni kell a tengerhez való akklimatizálódás és a mezőgazdaság fejlődésének szerepét is.

### A mezőgazdaság szerepe

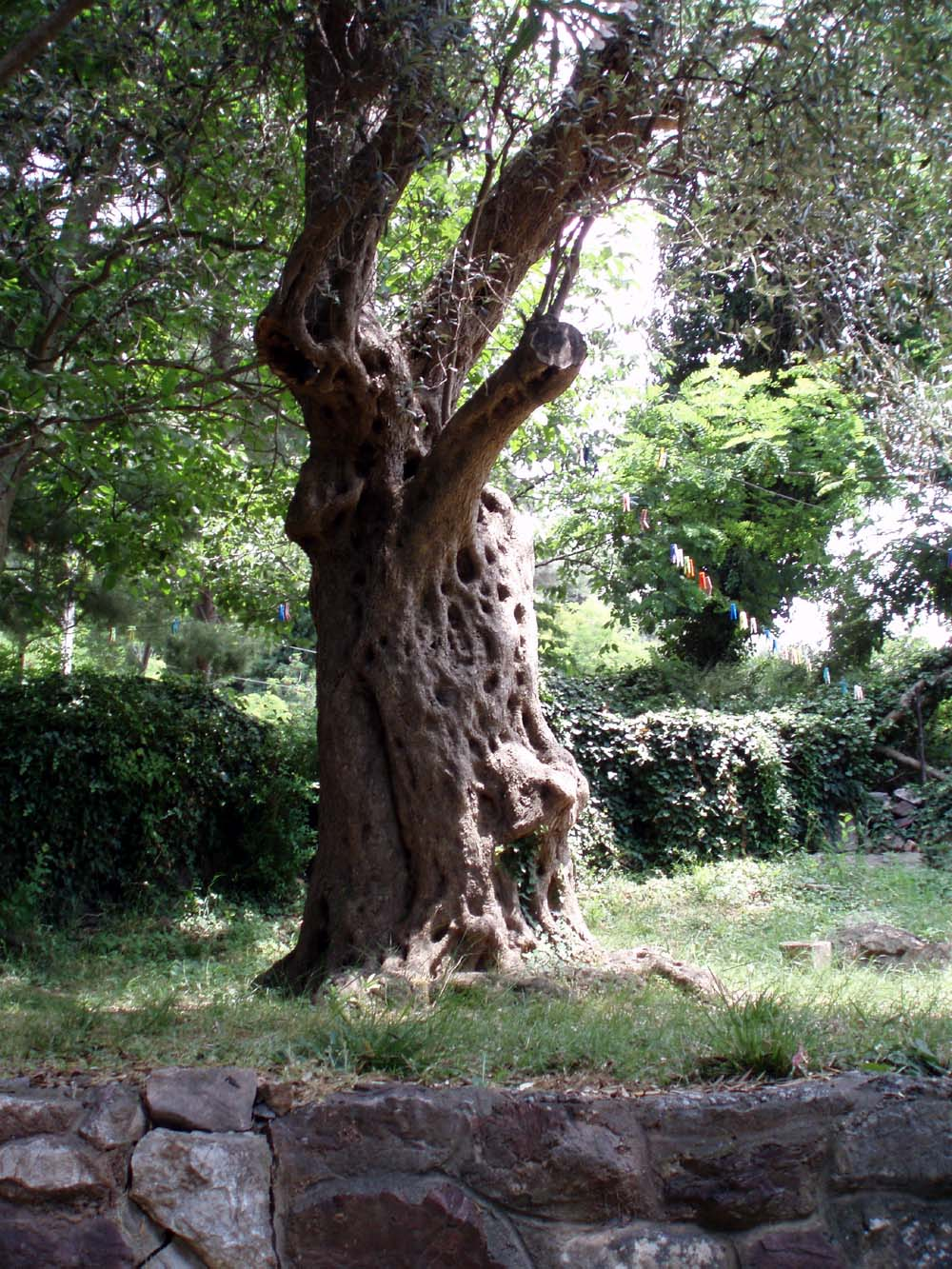
Mintegy 2000 éves olajfa

A mezőgazdaság a tipikus elő-ázsiai-délkelet-európai neolitikumban a gabonatermelésre alapozódott, amit kapásnövények és gyümölcs termesztése egészített ki. Az újkőkorszak dél-balkáni változatában ez az alap fontos más elemekkel gazdagodott: művelésbe kerültek a jellegzetes mediterrán növények, mint a füge, mandula, pisztácia, és mindenekelőtt a szőlő és az olajfa.
Ezek háziasítása a neolitikum vége felé már előrehaladott volt, és a fontos új növények módosították az emberek táplálkozását is. Termesztésük olyan gyenge talajú, de napsütötte lejtőket vont be a művelés körébe, amik eddig a gabonatermelésre használhatatlanok voltak. A művelésükkel járó munka nem vont el sok erőt a földművelés más ágaitól, mert tenyészidejük általában nem esett egybe a gabonatermelés fő munkálataival.
A szőlő- és olajfatermesztés csatlakozásával a gabonatermeléshez kialakult az úgynevezett mediterrán polikultúra, amely évezredekre a Földközi-tenger melléki területek optimális földművelési módszere lett. Valószínű, hogy ebben az időben tértek át a gabonatermelés területén az ekés művelésre is a régebbi ásóbotos-kapás földművelés helyett. Az ekét a 4. évezredben találták fel Mezopotámiában; elterjedésének időrendje bizonytalan, de a középső bronzkorban már kimutatható Krétán, és ugyanakkor megfogható Európa távolabbi, még neolitikus területein is. Így használata a görög területeken az i. e. 3. évezredben szinte biztosra vehető.

### A tenger jelentősége
A tenger lehetőségeinek kihasználása már korábban megkezdődött: egyes leletek szerint már a mezolitikumban jelentős részt tettek ki a táplálkozásban a tengeri halak, és megkezdődött a míloszi
obszidián felhasználása. Az obszidián széles körű használata feltételezi, hogy a hajózás már igen korán megkezdődött. A Kükládokon a neolit korból még kevés település ismeretes; de a Szaliagosz miniatűr szigetén talált leletek bizonyítják, hogy a tengeri halászat egyes helyeken és esetekben már ekkor nagy szerepet játszhatott az élelemellátásban. A hajózás a korai bronzkorban, a csereforgalom fellendülésévei vált élénkebbé, és a tenger, a szigetek és a jól tagolt partok révén, természetes „közlekedési infrastruktúra” lett.

### A fémhasználat
A bronzkor névadó megkülönböztető jegye a fémhasználat, a bronz eszközök és fegyverek készítésének és használatának elterjedése. A görög föld érckészletei nem jelentősek, ezért külső kapcsolatokra, hatásokra volt szükség a fémművesség fellendüléséhez. A közel-keleti civilizációk mintája, a fémkutatók, bányászok, vándoriparosok megjelenése, a behozatal és közvetítés, a távolsági kereskedelem által teremtett kapcsolatok meggyorsították a réz-, majd a bronzhasználat elterjedését, az Égeikum fejlődését ezen a téren is.
A történészek ebben a változásban általában az elő-ázsiai hatás szerepét tartják döntőnek; újabban azonban az északabbra fekvő balkáni területek önálló és gazdag korai rézkorának megismerése nyomán felmerült az is, hogy az égei korai bronzkor gyökerei elsősorban ide, és nem Keletre nyúlhatnak vissza. A kronológiai viszonyok azonban még bizonytalanok. A fejlődés összképe mindenesetre az elő-ázsiai hatás döntő szerepét mutatja, bár lehetséges, hogy a balkáni fémművesség befolyása is érvényesülhetett, már a újkőkor vége felé is.

### Korszakolás
Az égei térség korai bronzkorának vizsgálatát általában három részre osztják, amelyek kisebb-nagyobb különbségek ellenére érvényesek az egész területen: a kezdeti lassú fejlődés szakasza, utána az meggyorsult fejlődés virágkora, végül a külső hatásoktól megzavart, de egyben a következő korszakba átívelő szakasz.
A 3. évezred első századaiból származó a leletanyag nem túlságosan gazdag. A fémtárgyak pedig ritkák: egyelőre csak fegyverek, ékszerek és kultusztárgyak készültek bronzból. A termelési eszközök alapanyagaként csak később terjednek el a fémek, s akkor is szinte kizárólag az iparban.
Az évezred középső harmada a kibontakozás, a virágzás kora. Gazdag fémipar, élénk, sűrűsödő, az Égeikumon belüli, sőt esetenként azon is túlnyúló kereskedelmi kapcsolatok, az immár joggal városiasodónak nevezhető települések nagyságának és számának gyors növekedése jellemzi ezt az időszakot, amelynek fejlettségét jelzi a kor szakértői által gyakran alkalmazott „protocivilizáció” fogalom.

### A kultúra egységessége a térségben

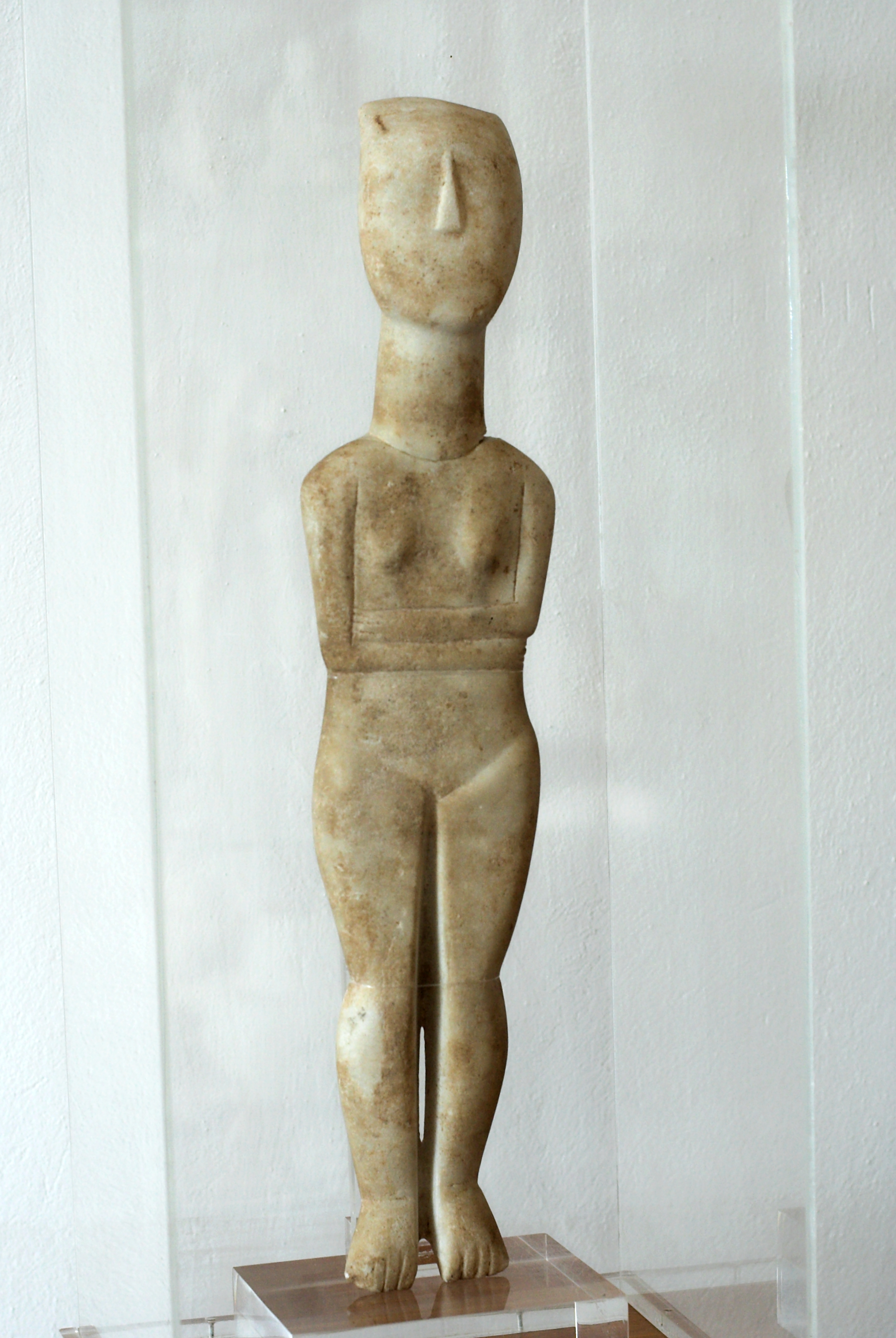
Küklád figura, i. e 2800–2300

A térségben „politikai”, hatalmi egység soha nem alakult ki ebben az időszakban (de sokáig később sem). Azonban az alapjaiban közös gazdasági fejlődés és az egyes területek egyre intenzívebb kapcsolatai az
életmód és kultúra alapvető egységét alakították ki a szélesebb értelemben vett égei területen, azaz a görög szárazföld és az Égei-tenger szigetei mellett Anatólia jelentős részét is. A régészeti anyag jól mutatja ezt. Közös eszköz- és fegyverformákat hozott létre és terjesztett el a fémművesség, gyorsan fejlődő változatokban. A kerámia egyes, jellegzetes tendenciaként gyakran fémedényeket utánzó formái, a máz, a színezés egyes eljárásai, a különböző díszítések is széles körben terjedtek el.
A szaporodó és növekvő települések egyre inkább városszerűvé váltak. A szorosan összeépült, kő alapú házakból álló, rendezett utcákkal tagolt településeken megjelennek az emeletes, nagyobb épületek, egyesek láthatólag központi közösségi funkciók ellátására. Sok települést falakkal vettek körül, ami a gazdagodás és a hatalom megerősödése mellett mutatja az ellentétek kiéleződését is. A pecsételők gyakori használata a tulajdonosi viszonyok fontosságát jelzi.

### A területi tagolódás
Az alapvető egységesség ellenére az térségen belül négy sajátos arculatú területet lehet elkülöníteni.

#### Kis-Ázsia nyugati és déli része
Az anatóliai területek korai felvirágzását az elő-ázsiai civilizációk hatása és a gazdag ásványkincsek segítették elő. Legfontosabb központja, Trója a félsziget északnyugati partján, Európa és Ázsia, illetve a Földközi- és a Fekete-tenger találkozásánál újkőkorszaki előzmények nélkül épült, kezdettől fogva megerősített, várszerű településként. Kereskedelmi kulcspozíciója kivételes gazdagságot alapozott meg. Megaron típusú palotája fejedelmi székhelyre utal. A város második, körülbelül i. e. 25–23. századi rétegének híres aranykincslelete az úgynevezett Priamosz kincse.

#### Égei-tengeri szigetek

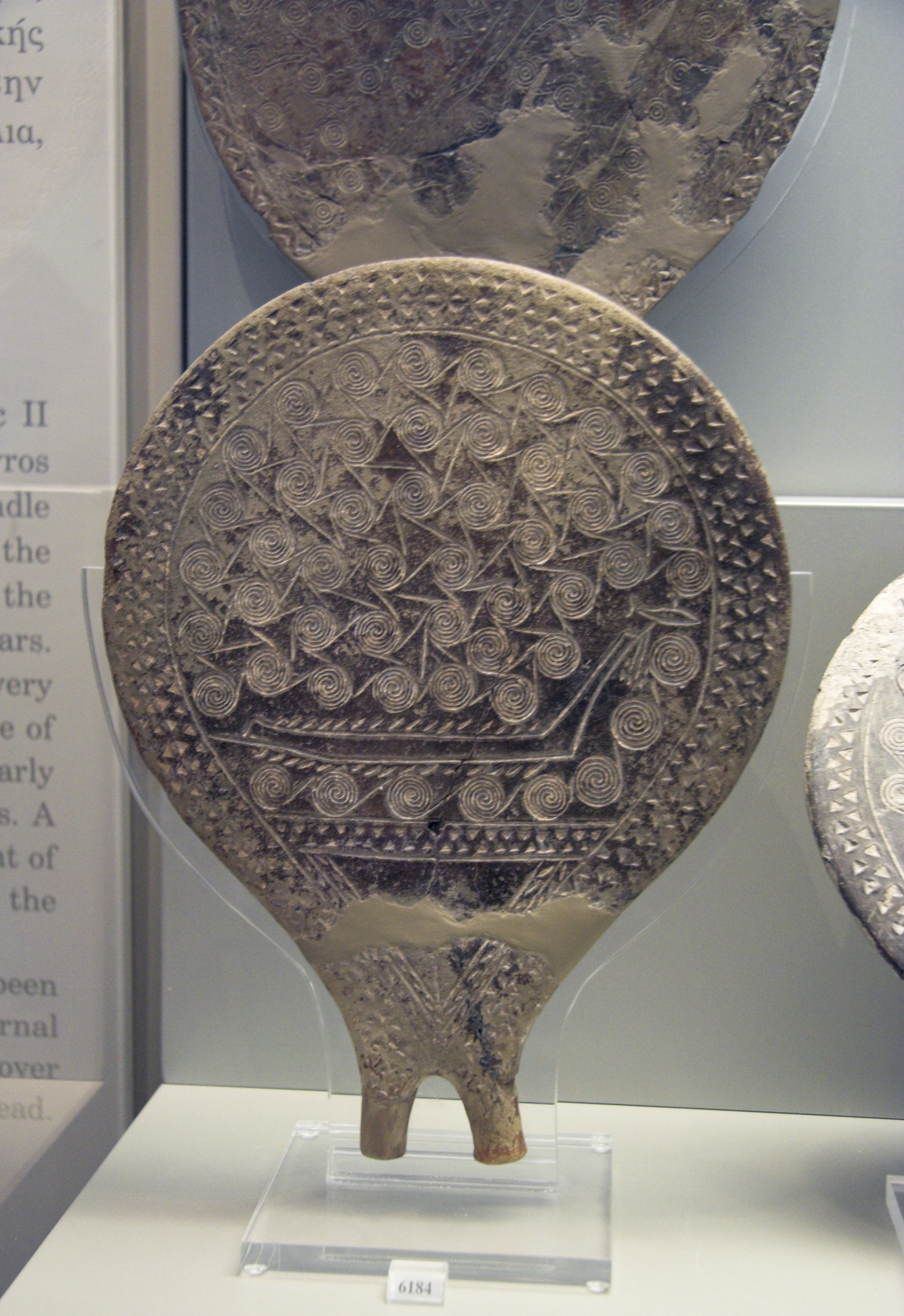
Kerámia serpenyő hajómotívummal a Kükládokról, i. e 2800–2300

A Kükládok akkoriban, a partmenti hajózás korában hídként tették lehetővé nagyobb távolságok megtételét az égei-tengeri közlekedésban. Ezért kis területük, csekély saját erőforrásaik ellenére nagy gazdagságra tettek szert. Vezető szerepet játszottak a hajózásban, a korai bronzkor hajóábrázolásainak nagy része a itt került elő. A közvetítő kereskedelmen túl exportálták saját különleges termékeiket is, mindenekelőtt
sajátos szobrocskáikat, a kükladikus kultúra fő termékeit. A többnyire márványból faragott, főleg nőalakokat, olykor zenészeket ábrázoló szobrocskák sajátos absztraháltságukban, geometrikussá egyszerűsített formáikkal az őskor művészetének legeredetibb, legkiemelkedőbb emlékei közé tartoznak. A zsírkőből faragott dobozok (püxisz) és a kerámiából készült úgynevezett „serpenyők” ugyancsak jellemző vonásai a Kükládok kultúrájának.

#### A görög szárazföld
A szárazföld korai hellaszi kultúrája sok helyi változat mellett fő vonalaiban egységes. Agyagművességük termékei a részint csiszolt felületű, részint az úgynevezett ősfirniszszel festett edények, valamint a neolit kori női idolokkal szemben a főleg állatokat ábrázoló kisplasztikáik. A pecsételők elterjedt használata a magántulajdon fejlődését mutatja. A településeiken épült központi, reprezentatív épületek helyenként helyi fejedelmi rezidenciákként foghatók fel, mint a híres ernai cserepes ház ez a 12 x 25 négyzetméter alapterületű, sok helyiségbó1 álló, folyosókkal és lépcsőkkel ellátott emeletes épület.

#### Kréta szigete
A korszak folyamán Kréta is kibontakozott a neolit kor viszonylagos elszigeteltségéből. Erősödtek kereskedelmi kapcsolataik lehetséges, hogy új népelemek is bevándoroltak. Megjelent a kis-ázsiai eredetű fémművesség, új edényformák, valamint a Kükládok kerámiája is. A kőedények divatja egyiptomi hatást mutat. Az Afrika felől érkező hatásokkal (és esetleg új népcsoportokkai) hozzák összefüggésbe a Kréta déli részén, a Messzara-síkságon elterjedő új temetkezési formát, a kör alakú, földbe mélyített, kővel bélelt családi-nemzetségi sírokat is. Arany ékszerek tanúskodnak a gazdagság felhalmozódásáról. Egyes települések nagy épületei már a későbbi paloták, a minószi civilizáció előzményeinek látszanak.

### A korszak vége

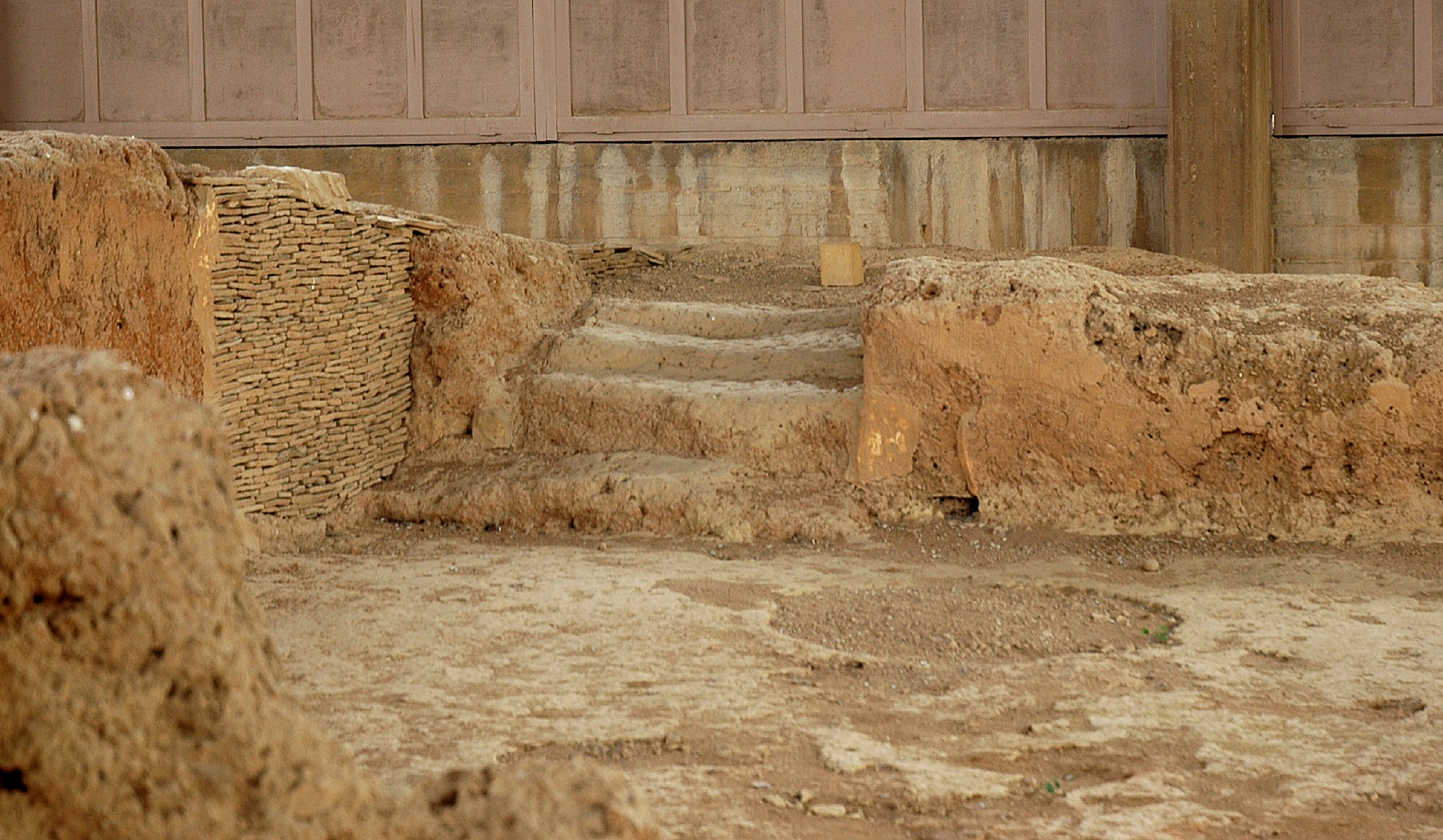
A lernai cserepes ház maradványai

A korai bronzkor középső szakaszának általános virágzása a szárazföldön éles töréssel ért véget, különösen a Peloponnészosz északkeleti részén (mindenekelőtt Lernában). A rombolás megfigyelhető Közép-Görögország keleti vidékein is. Települések pusztultak el, valószínűleg ellenséges támadás következtében, másokat elhagytak lakóik. Helyükön új épület- és temetkezési formák, új kerámiatípusok jelennek meg, feltehetően egy új nép bevándorlását jelezve. A korai bronzkor harmadik szakaszának itt jelentkező új formái alapjában megegyeznek a következő periódus, a közép-hellaszi korszak leletanyagával.
A leletek a térség különböző területein azt mutatják, hogy az új népesség hosszabb idő alatt, több hullámban, az i. e. 22. és a 19. század között terjeszkedett ki az Égeikum legtöbb területére. Ebben a fejleményben a történészek nagy része már a későbbi görögök bevándorlását látja.

## Az őslakosság és a görögök
A görögöknek nem volt reális, történelmi jellegű és tartalmú hagyományuk eredetükről, bevándorlásukról és a terület régebbi lakosairól. A területen a múltban élt nem görög népek (köztük a pelaszgok, lelegek, károk, tirrének) a hagyomány ábrázolásában nem a görögök előtt, hanem inkább a görögökkel együtt éltek Hellász területén. A mondákban szereplő népek egy része kifejezetten mitikus jellegű. Gyakran jellemző módon bizonytalan, hogy a görögöktől különböző népekről vagy a görögök őseiról van-e szó. Nem görög voltuk többnyire csak későn, a történetírók reflexióiban kap kifejezett megfogalmazást; bár egyes esetekben ezt konkrét etnikai-nyelvi adatokkal is támogatni tudják. Sok szó esik a különböző törzsek és népek vándorlásairól, de az egyes népek „bevándorolt” vagy „bennszülött” voltának kérdése általában nem világos. Csak a későbbi dór vándorlással kapcsolatban kap hangot egyes, a helyükön maradt görög csoportok (athéniak, árkádiaiak) részéről az autochtónia, a tősgyökeresség igénye és öntudata. A dór vándorlás maga pedig csupán a görögség egyik csoportjának a görög területen belül végbement helyváltoztatása. A régebbi korokra vonatkozó hagyomány történetileg teljesen bizonytalan, a régészeti emlékanyag változásai pedig ritkán azonosíthatók egyértelműen történeti eseményekkel.

### A görögök előtti nyelvemlékek

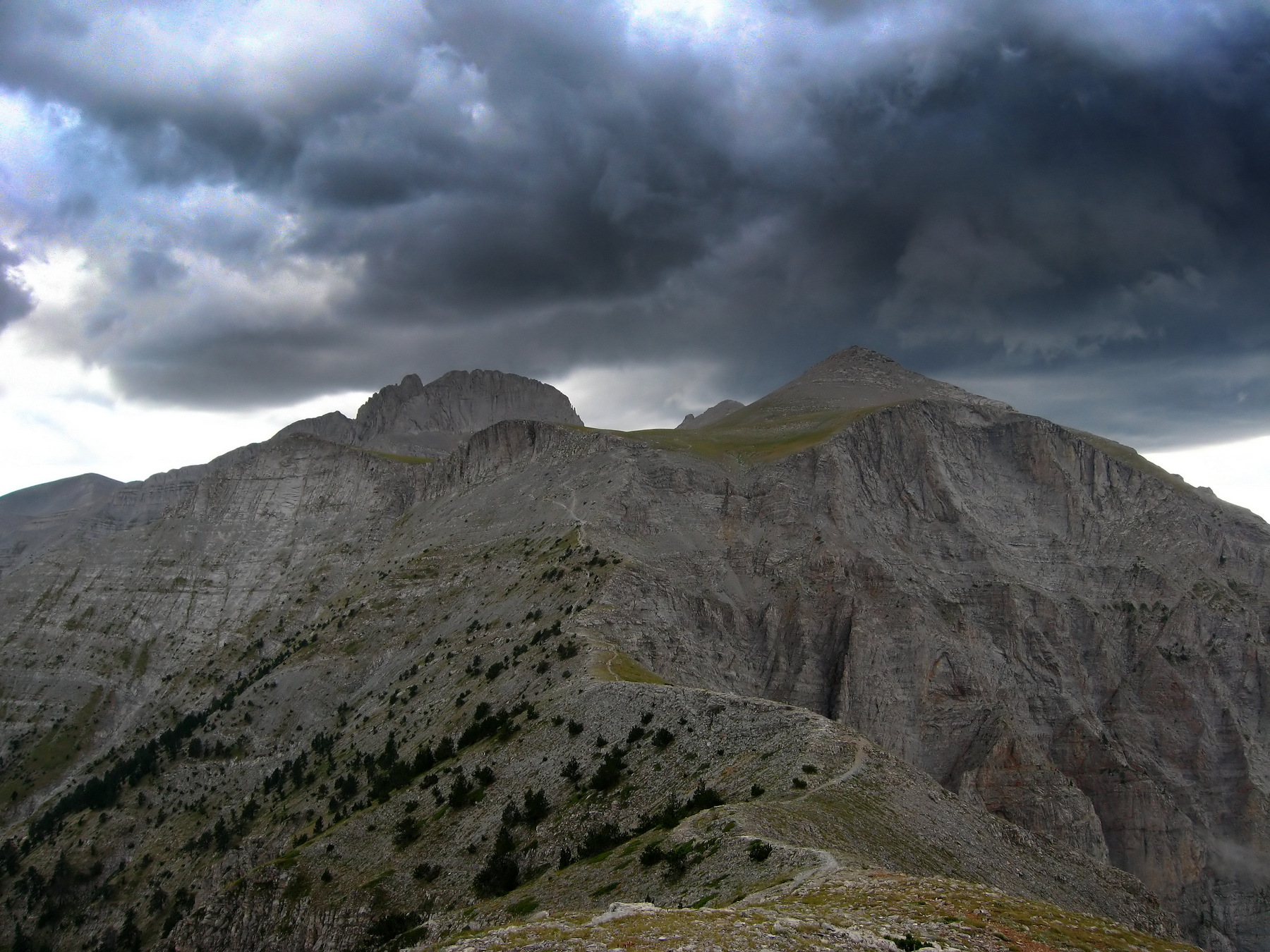
Az Olümposzt már a görögök előtti korban is az istenek lakhelyének tartották

A görög nyelvben jelentős számú, magából a görögből meggyőzően nem értelmezhető és más ismert nyelvekhez többnyire nem köthető szó van. Ezek összességükben feltehetőleg régi, jelentős jövevényszó-állományt,szubsztrátumot képviselnek, amely egy egyébként nem ismert – eltűnt, kihalt – nyelvből kerülhetett át a görögbe.
Ilyenek az ókori görög területek földrajzi neveinek jelentős része, sok hegy, folyó, település neve, például: Olümposz, Parnasszosz, Hüméttosz, Lükabéttosz; Képhisszosz, Ilisszosz, Pamiszosz; Larissza, Thébai, Athénai, Korinthosz, Mükéné, Tirünsz, Mithümna, Halikarnasszosz és sok más. Ehhez az ősi nyelvi réteghez tartozik sok, a természeti környezetre, a helyi növény- és állatvilágra utaló szó is, mint a thalassza-tenger; daphné-babér; küparisszosz-ciprus; narkisszosz-nárcisz; hüakinthosz-jácint; szükon-füge; olünthosz-vadfüge; elaia-olajfa; oiné-szőlő; oinos-bor; erebinthosz-borsó; küamosz-bab; kasztanon-gesztenye; minthé-menta; apszinthion-üröm; ixalos-kőszáli kecske; bonasosz vagy bolinthosz-vadbika.
Az egykori őslakosság magas kulturális szintjét és a görögségre gyakorolt nagy hatását mutatják az olyan szavak, mint plinthosz-cserép; keramosz-fazekasagyag, agyagedény; chalkosz-réz, illetve bronz; kassziterosz-ón; metallon-bánya; gephüra-híd; kübernan-kormányozni; kalósz-hajókötél; szagéné-halászháló; teremnon-ház, szoba; thelümnon-alapzat; thalamosz-szoba; aszaminthosz-fürdőkád; brenthüsz-kenőolaj; pesszosz-dobókocka; kithara-lant; kolosszosz-szobor; kapélosz-kereskedő; herméneusz-tolmács. A társadalmi élet kifejezései között is sok olyan található, ami biztosan vagy valószínűleg ezekhez a jövevényszavakhoz sorolható, például anax-úr, király; baszileusz-király, fejedelem; aiszümnétész-döntőbíró, kormányzó; brabeusz-versenybíró; prütanisz-elöljáró, türannosz-uralkodó; preszbeutész-követ; laosz-nép; dulosz-szolga.
A hősmondák sok szereplőjének neve is ehhez a réteghez tartozik, közöttük olyanok, mint Akhilleusz, Odüsszeusz, Thészeusz. A nem görög etnikum hatásának erejét azonban talán az jellemzi legjobban, hogy nyelvéből származtatható a görög istennevek jelentős része is, így Aphrodité, Athéné, Artemisz, Héphaisztosz, Hermész és Apollón neve. A görög vallás tehát éppúgy etnikai összeolvadás eredménye, mint maga a görög nép. A történeti görögség a bevándorló elem nyelvét hozta magával, de további alakulásában az őslakos elem jelentősége igen jelentős volt.

### A görög bevándorlás kérdése

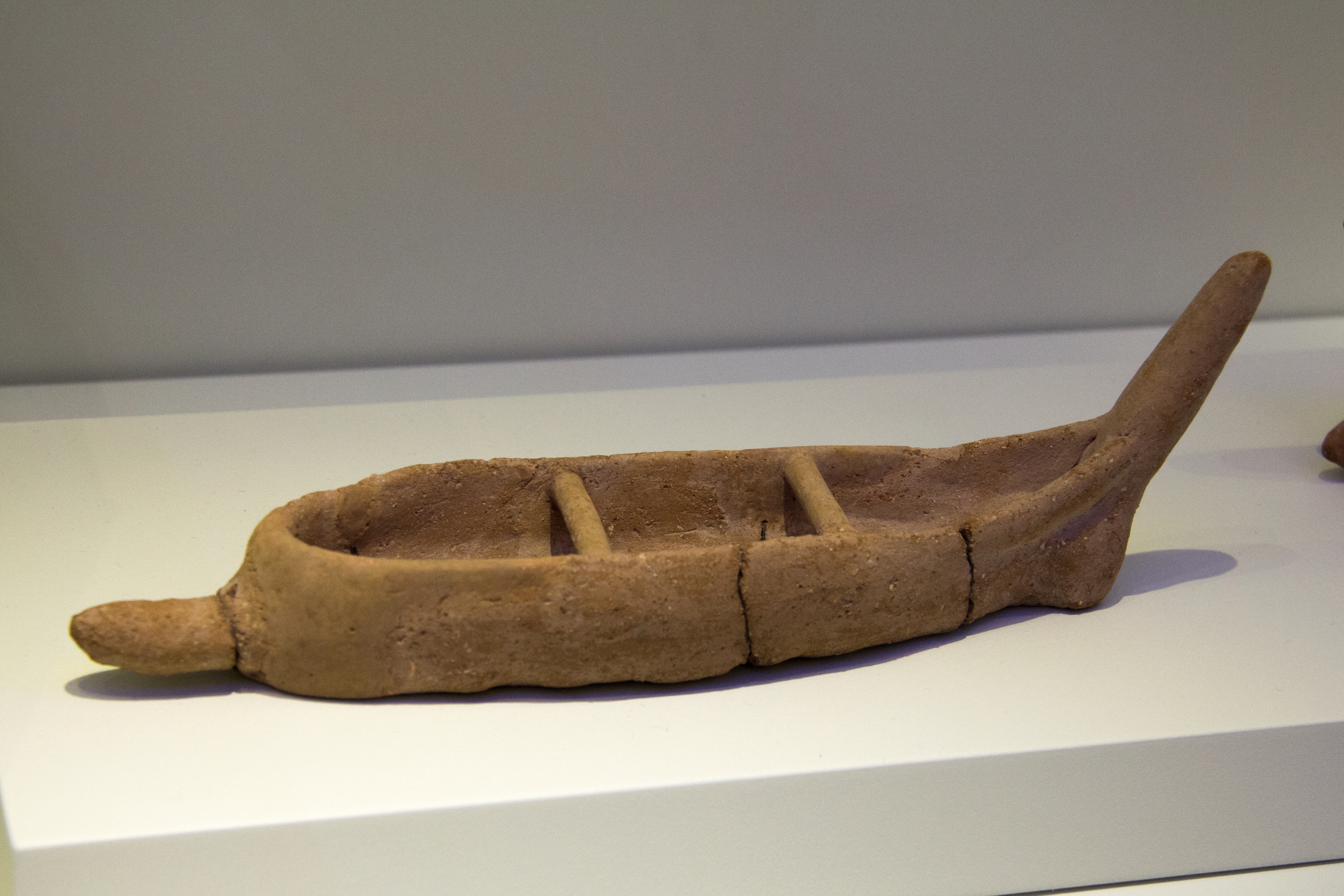
Agyag hajómodell, i. e. 2300–1900 között. Az ilyen hajókat halászatra és rövid távú kereskedelemre használták.

A görög nyelv vizsgálata a bevándorlás idejére is adhat támpontokat. A magasabb kultúrára utaló szavak között is sok van, ami az őslakosság nyelvére vezethető vissza, ebből kitűnik, hogy e népesség önálló fejlődése még a korai bronzkorban is tartott, és a bevándorló görögök felülkerekedése, az őslakosság beolvasztása ennél korábban nem történhetett. Másfelől a lineáris B írás bizonyítja, hogy a mükénéi kultúra hordozói a görög nyelvet beszélték, tehát a görög bevándorlásnak ezt megelőzőleg kellett megtörténnie. A bronzkori kultúra kialakulása és a mükénéi kor között kell keresni a régészetileg megfogható az új elemek megjelenését, ami azonosítható lehet a görögök bevándorlásával.
A régészet által feltárt pusztulási horizontok, rétegek alapján korábban általában a korai és középső hellászi kor átmenetének idejére (i. e. 2000–1950) helyezték a bevándorlás idejét. A 20. század végére már az lett az elfogadottabb elmélet, ami szerint erre mintegy 200 évvel korábban, a korai hellászi kor II. és III. periódusa, i. e. 2200 körül kerülhetett sor. A két felfogás nem zárja ki egymást, a bevándorlás, terjeszkedés valószínűleg több szakaszban ment végbe. A régebben feltételezett három, egymást követő bevándorlási hullám (iónok, aiolok, dórok) elmélete azonban ma már meghaladott. A mükénéi kor nyelvemlékeinek megismerése óta valószínűnek tartják, hogy a dialektusok csak későn, a mükénéi kor vége után alakulhattak ki.
Ami a távolabbi előzményeket illeti, a tudomány egyelőre nem tud választ adni arra kérdésre, hogy a görögök elődei honnan vándoroltak be. A közép-hellászi kultúra a mai görög térségben alakult ki, nincs távolabbi előzménye. Egyes elemei Anatólia, mások a Balkán északi része, Közép-, sőt Kelet-Európa felé mutatnak.

## A középső hellászi korszak
Az i. e. 20. és a 17. század között az égei térségben már a görög etnikum volt a kultúra hordozója. Ez a korszak primitívebb jellegű volt a korábbi városiasabb civilizációnál. Településeik falusiasabbak, egyszerűbbek, rendezetlenebbek, viszont gyakran erődítmények veszik körül azokat. A házformák között elterjedt a megaron, de előfordulnak ovális alaprajzú házak is. A temetkezés uralkodó formája a négyszögű köládasír. Gyakori volt a településeken belüli temetkezés is. A sírmellékletek általában szegényesek. A jelentősebb sírok esetében gyakori a halomsír, aminek előzményei a szomszédos balkáni területeken, a távolabbiak pedig a Fekete-tengertől északra figyelhetők meg.
A kerámia két fő fajtája a minüász és a matt festésű kerámia. Az előbbi éles profilú, minden bizonnyal fémedényekre visszamenő formákat mutat, felülete csiszolt, egyszínű szürke, majd fekete és később sárga is, a kiégetése függvényében. Kezdetben csak utánozza a korongolt formákat, később, miután a fazekaskorong Anatóliából elérte a görög földeket, már valóban korongon készült. A matt festésű edények formái
kevésbé élesek, gömbölydedebbek. Egyszerűbb díszítéseket festettek világos felületekre.
A fémművesség a korai hellászi kor virágzásához viszonyítva átmenetileg lehanyatlott. A fémtárgyak már a későbbi mükénéi kor formáit jelzik előre. Jellegzetesek a kőből csiszolt csatabárdok, amelyeknek sok párhuzama Európa-szerte. A nyílhegyeket gyakran obszidiánból készítették.
Fontos újdonság, hogy a ló ekkor jelenik meg a háziállatok között, bár ennek a fejleménynek a haditechnikai és közlekedési jelentősége csak később, a mükénéi korban bontakozik ki.

## Fordítás
- Ez a szócikk részben vagy egészben  az   Urgeschichte Griechenlands című német Wikipédia-szócikk ezen változatának fordításán alapul.  Az eredeti cikk szerkesztőit annak laptörténete sorolja fel. Ez a jelzés csupán a megfogalmazás eredetét és a szerzői jogokat jelzi, nem szolgál a cikkben szereplő információk forrásmegjelöléseként.